# Gorges de la Fou
Las Gorges de la Fou son unas gargantas del sur de Francia localizadas en Vallespir, Pirineos Orientales. Forman por un pasaje estrecho por el que pasa una corriente fluvial.

## Geografía
Las gargantas están situada a 2 km de Arles-sur-Tech sobre un paraje natural que constituye una curiosidad geológica por la que pasa una corriente sobre una superficie de 1739 metros de roca caliza siendo uno de los cañones más angostos y profundos.
La zona dispone de rutas turísticas que conducen a galerías y grutas no accesibles debido a la profundidad del área. Alrededor de la formación hay tres puntos de escalada entre el norte y el sur.
En 1928 se realizó la primera exploración.